# Roberto Moreno Díaz
Roberto Moreno Díaz (Gáldar, 11 de septiembre de 1939) es investigador en cibernética y físico. Impulsor e introductor de los estudios de Informática en la Universidad de las Palmas de Gran Canaria. Premio Canarias de Investigación 1985 y miembro académico de la Academia Internacional de Sistemas y Ciencias Cibernéticas.

## Trayectoria
Licenciado en Física (1962) y doctor (1965) por la Universidad Complutense de Madrid con trabajos sobre redes neuronales lógicas y modelos electrónicos de neuronas y redes neuronales.
Trabajó como investigador en el Instituto Tecnológico de Massachusetts (Estados Unidos) de 1965 a 1968, donde fue miembro del personal del Charles Stark Draper Laboratory. Allí trabajó sobre procesos visuales naturales y artificiales y sus arquitecturas, bajo la supervisión de Warren S. McCulloch, uno de los padres de la Cibernética.
Regresó a España en 1968 al obtener la cátedra de Electrónica de la Universidad de Zaragoza (Electromagnetismo y posteriormente, Ciencias de la Computación e Inteligencia Artificial). Permaneció vinculado a la Universidad de Zaragoza, donde ocupó cargos Decano y Vicerrector hasta 1979, cuando se instaló en Las Palmas de Gran Canaria, donde fundó un grupo de investigación sobre cibernética así como grupos de investigación sobre Redes Neuronales, Percepción Natural y Artificial, Sistemas, Neurocibernética y Visión Robótica, departamentos destacados de la Universidad de Las Palmas de Gran Canaria.
Contribuyó a la creación de la Universidad de Las Palmas de Gran Canaria, en la que ha impartido la asignatura optativa de Biocibernética computacional hasta su jubilación en septiembre de 2009.
Es autor o coautor de más de ciento veinte trabajos de investigación sobre cibernética de los procesos visuales, neurocibernética, teoría retinal y visión natural y artificial.
En su trayectoria profesional ha ocupado diversos cargos como el de Decano y director del Instituto Universitario de Ciencias y Tecnologías Cibernéticas de la Universidad de Las Palmas de Gran Canaria, manteniendo relaciones de colaboración con Instituciones Universitarias y de investigación internacionales, fundamentalmente de Francia, Austria, Dinamarca, Portugal y Estados Unidos de América. Igualmente, en colaboración con el profesor Franz Pichler, de la Universidad de Linz (Austria), organiza desde 1989 el Congreso Internacional bianual Eurocast, sobre Teoría de Sistemas y Computadores.
Es Académico de la Real Academia de Ciencias Exactas, Físicas y Naturales, desde 1981. Fundador y Vicepresidente de la Academia Canaria de Ciencias, en 1987. Desde 1999 está en posesión de todos los tramos de reconocimiento investigador que concede el Ministerio de Educación y Ciencia.

## Reconocimientos
En 1985 el Gobierno de Canarias reconoció su trayectoria investigadora con el Premio de Canarias de Investigación. Fue nombrado Hijo Predilecto de Gáldar en 1988. Es Can de Plata al mérito científico por parte del Cabildo Insular de Gran Canaria. 
En 1989 se pone en marcha en Gáldar la Escuela que lleva su nombre, adscrita a la Universidad de Las Palmas de Gran Canaria, con dos ámbitos, el Aula de Humanidades y Ciencias Sociales Celso Martín de Guzmán y el Aula de Ciencia y Tecnología Roberto Moreno Díaz.
El Museo Elder de la Ciencia y la Tecnología de Las Palmas de Gran Canaria acogió en octubre de 2018 una obra de teatro inspirada en la trayectoria científica de Roberto Moreno, dentro del proyecto teatral ‘Canarios en la Ciencia’, que pone en escena la trayectoria de científicos que ejercen su labor en las Universidades Canarias.
En 2015, recibió el título de Honorary Professor por la Universidad de Budapest, por su contribución en el área de la Computación e Inteligencia Artificial.
Fue designado miembro académico de la Academia Internacional de Sistemas y Ciencias Cibernéticas en mayo de 2018.

## Obras
- 1969, Circularities in nets and the concept of functional matrices. In Biocibernetics of the Central Nervous System, junto a Warren S. McCulloch, Editorial Litte Brown & Co.
- 1984, Biocibernética. Implicaciones en biología, medicina y tecnología, junto a José Mira Mira. Editorial Siglo XXI, Madrid,ISBN: 9788432304835
- 2007, On the Legacy of W.S.McCulloch, junto a A. Moreno Díaz. ISNN: 0303-2647
- 2013, Remarks on Neurocybernetics and its links to Computing Science: o the Memory of Prof. Luigi M. Ricciardi, junto a A. Moreno Díaz, ISNN: 0303-2647
- 2019, Computer aided systems theory - Eurocast: a selection of papers from the 8th International Workshop on Computer Aided Systems Theory, Las Palmas de Gran Canaria, Berlin, ISBN 978-3-030-45096-0.